# Tommaso Campailla
Tommaso Campailla (né à Modica le 7 avril 1668  et mort dans la même ville le  7 février 1740) est un philosophe, poète et naturaliste italien. Il est considéré comme un des penseurs les plus originaux de la première moitié du XVIIIe siècle.

## Biographie
Tommaso Campailla naquit à Modica, dans le Val di Noto, province de Syracuse, le 7 avril 1668. Son père Antonio était de très noble famille : sa mère se nommait Adriana Giardina. À seize ans, il fut envoyé à l'Université de Catane pour étudier la jurisprudence, mais il la négligea pour l'astrologie et composa sur ces matières des écrits aujourd'hui perdus. Il s'adonna surtout à la poésie. À l'âge de vingt ans, il avait composé quantité de vers et même des drames, sous le pseudonyme académique de Serpilla Leonzio. Il appartenait, en effet, à plusieurs Académies : l'Académie «del Buon Gusto» et celle des « Pastori Ereini », de Palerme ; celle des « Pericolanti » de Messine. Plus tard, Muratori le fit inscrire parmi les « Assorditi » d'Urbino, et le poète Domenico Rolli lui obtint l'honneur d'être admis dans l'Académie d'Arcadie avec le pseudonyme de « Andremone ».
Après avoir embrassé la philosophie de Descartes, il se voua à l'étude des mathématiques, de la physique, de l'anatomie et de la médecine, dans laquelle il acquit de grandes connaissances. Il s'y appliqua sans maître, suivant son habitude, et l'exerça ensuite gratuitement avec succès.
Campailla dédia plusieurs années à écrire son poème l’Adamo, un immense traité de physique, de métaphysique, de théologie, de morale. Il ne s'agit point ici d'un froid exposé en vers, mais d'une conception poétique grandiose évidemment inspirée par le Paradis perdu de Milton et par la Divine Comédie de Dante.
Après la publication de l’Adamo (1727) et grâce surtout à l'amitié de Muratori, Campailla vit son nom connu dans toute l'Italie et même au-delà, Bientôt il eut des correspondants dans toutes les villes de la péninsule.
Il fut frappé d'une attaque d'apoplexie le 6 février 1749 et mourut le lendemain, sans avoir recouvré ses sens. Il était âgé de soixante-douze ans.
Dès ses jeunes années, Campailla avait subi l'influence de Muratori. Il était membre de l'Académie du « Buon Gusto » où l'on s'occupait de réaliser le désir du grand érudit en combattant le marinisme. Campailla a été en correspondance avec Berkeley, Muratori et Fontenelle, et a été complimenté par ce dernier pour les objections qu'il produisit, dans ses opuscules philosophiques, contre le système de Newton.

## Œuvres
Jeune encore, Campailla avait publié une suite de quatre sonnets, sous le titre d'Emblèmes. Il écrivit un court poème, resté inédit, « i vagiti dell'ingegno » ; et un certain nombre d'œuvres dramatiques, tragédies et mélodrames, dont les titres seuls nous ont été conservés : « La pace fra i pastori ; l'Unione ipostatica ; Elmira ; il Ciro di Babilonia ; San Giorgio ; San Guglielmo ». On remarquera son goût pour les sujets religieux. Comme il avait mis en vers dans l’Adamo les vérités philosophiques et scientifiques, il n'avait pas de plus cher désir que de donner la forme poétique aux mystères de la théologie chrétienne. C'est à réaliser cette conception qu'il consacra les dernières années de sa vie. Son poème de l'Apocalypse est une vision mystique et allégorique, imitée du Paradis de Dante. Dans la dédicace, adressée aux membres de l'Académie des Ereini de Palerme, le poète de Modica déclare vouloir célébrer les mystères de la Grâce. C'est là toute la matière de son poème, auquel les querelles des Jansénistes donnaient alors un vif intérêt d'actualité.

### Traités en prose: Problèmes naturels; Dialogues sur Newton
La plupart des ouvrages en prose de Campailla servent à expliquer, à développer, à défendre les doctrines exposées dans l’Adamo. Les « Problèmes naturels » notamment, ne sont guère qu'un commentaire du poème et, bien que publiés plus tard, furent composés à la même époque. Ils sont dédiés à Giuseppe Prescimone, le généreux Mécène qui avait supporté les frais de la publication de l’Adamo. Ces problèmes se rapportent tous à la force d'attraction, « la Virtù attrativa », dont il a déjà été question dans le poème et qui sera enocre le sujet du IIe dialogue « sur le système de Newton ». Ils sont suivis, sous le titre de « problèmes sur l'écho », d'un petit traité d'acoustique, où Campailla cherche à établir une complète analogie entre les phénomènes sonores et les phénomènes lumineux.

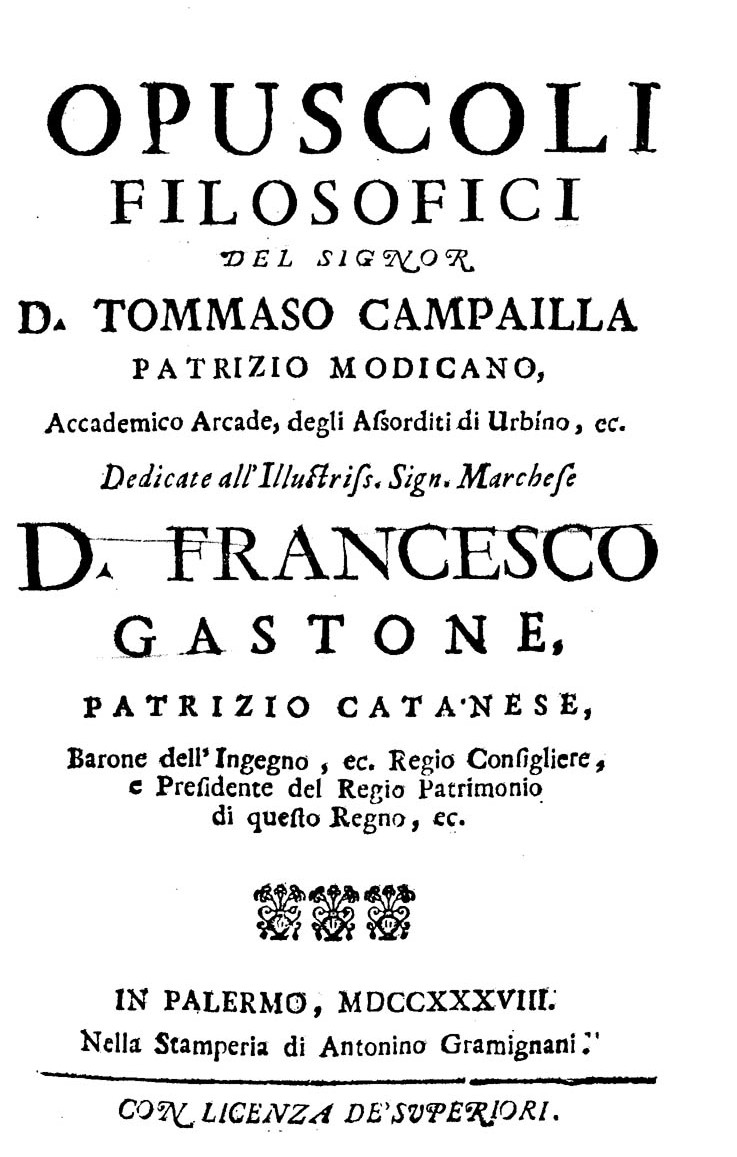
Opuscoli filosofici, 1738

Quelque temps après les problèmes naturels, Campailla fit paraître sous le nom d'« Opuscules philosophiques » deux dissertations : l'une sur les éruptions de l'Etna, se rattache à la physique ; l'autre sur les causes de nos erreurs appartient à la psychophysiologie. Il expose d'abord l'anatomie du cerveau, le rôle des esprits animaux dans la formation des images et les phénomènes de mémoire. Il s'efforcera ensuite d'expliquer, d'après les principes une fois posés, les phénomènes anormaux : délire, rêve, folie, etc. Comment les images se forment-elles en nous ? (Problème I). Les esprits animaux, répond-il, sont quelque chose d'analogue à la lumière. Ils transmettent au cerveau les images des choses perçues par l'œil ou les mouvements perçus par les autres organes et qui sont les signes des choses, les autres organes et qui sont les signes des choses, les « caractères » qui nous les représentent comme les lettres représentent un mot. Ces images, une fois arrivées aux corps striés, siège du sens commun, influencent notre âme, qui, bien que spirituelle, reçoit l'impression de ces images comme l'œil reçoit celles des objets visibles. Par là s'expliquent les phénomènes de l'imagination, et de la mémoire : des corps striés, l'image va se refléter dans le corps calleux, comme en un miroir, mais un miroir capable de recevoir et de fixer les moindres impressions de la lumière : une sorte de plaque photographique extrêmement sensible, comme nous dirions aujourd'hui.
Suivant cette théorie toute Cartésienne, Campailla cherchera à expliquer le délire de l'ivresse, de la fièvre, de la folie. L'ivresse s'explique par l'influence de l'alcool sur les esprits animaux. Dans la folie, les esprits, tel un torrent, emportent les images du corps calleux dans les corps striés : l'âme les y voit, et, par suite d'un faux jugement, croit ces images causées par la présence des objets extérieurs qu'elles représentent. Dans le cas de rage, tout s'explique, pour Campailla, par une « transfusion d'esprits animaux, ceux du chien agissant sur ceux de l'homme d'une façon toute mécanique, et les transformant en partie d'après leur propre ressemblance ».
Les cinq derniers problèmes (VI à XI) se rapportent aux phénomènes qui se produisent durant le sommeil. Campailla étudie d'abord le rêve. Régulièrement, dans l'état de sommeil, les esprits animaux ne pénètrent point dans le cerveau. Mais ils peuvent affluer au cervelet, et de là, forçant l'accès du cerveau, y pénétrer en quantité plus ou moins grande : c'est ainsi que l'état de l'estomac, en provoquant un mouvement des esprits, influe sur l'imagination, c'est-à-dire sur l'âme. Mais il y a plus. Nous ne nous contentons pas d'imaginer durant notre sommeil ; nous extériorisons les images. D'où vient cette illusion ? Et d'abord, est-ce bien l'âme qui agit ? Sans doute ; car un mouvement fortuit des esprits sans intervention de l'âme, ne saurait expliquer l'enchaînement des images. D'ailleurs ne peut-on assimiler le rêveur au fou ou à l'homme pris de boisson ? Or, chez le fou, l'âme agit ; et Campailla en apporte tout de suite un exemple : Est-il, en effet, de plus grand fou que ce philosophe qui, sur l'autorité d'Aristote et contre la raison, affirme l'existence dans les choses des qualités secondes, de la chaleur dans le feu ou de la « vertu dormitive » dans l'opium ? Et cependant il juge, quoique follement ; et pour déraisonner, il fait usage de sa raison. Enfin, il est constant que dans le sommeil, les phénomènes d'imagination sont souvent accompagnés de jugements, de raisonnements, de volitions véritables. Si donc le rêve a son côté organique – et Campailla le décrit tout au long – il offre aussi un côté mental et psychologique : il y a une action de l'âme, un jugement et un jugement erroné, auquel d'ailleurs l'âme ne saurait se soustraire. Là est même la grande différence entre le songe et la rêverie. Quand on rêve éveillé, une foule d'images hantent le cerveau qu'elles pénètrent dans les corps striés, et le rêve deviendra hallucination.
Campailla résout encore quelques problèmes relatifs aux songes : « pourquoi l'état de l'estomac influe sur les rêves ; – d’où viennent les illusions que l'homme éprouve quelquefois immédiatement après son réveil ; – comment s'explique la croyance aux incubes ». Il passe ensuite à la mélancolie, qu'il attribue à l'action des humeurs sur les esprits animaux : ceux-ci, devenus « épais, visqueux et flasques », ne produisent plus que des images obscures, des « idées noires ». Il termine par quelques observations sur les phénomènes du somnambulisme, alors imparfaitement connus. « Le trop-plein des esprits contenus dans le cervelet se répand, dit-il, le cerveau restant endormi, dans le cervelet, et y provoque des mouvements, sans que la partie supérieure de l'âme y soit pour rien : d'où le manque de conscience. En quoi les somnambules sont semblables aux brutes qui, tout en possédant des sens, agissent à l'instar de machines, sans se rendre aucun compte de leurs opérations.
Dans le volume publié en 1738 sous le titre d'opuscules philosophiques, le Discours sur les erreurs de l'esprit humain est précédé d'une dissertation sur les éruptions de l'Etna. Elle fut lue à l'Académie du « Bon Goût » de Palerme, qui, on le voit, ne se renfermait pas dans le cercle exclusif des études littéraires. La question des volcans était, avec l'explication des phénomènes connus sous le nom de « fata Morgana », une de celles qui à cette époque, passionnaient les savants, et même l'opinion publique en Italie. Vito Amico, historien et antiquaire établi à Palerme, avait même prononcé avant Campailla et devant la même Académie, un discours « intorno a fuochi di Mongibello » ; mais c'était un effort d'imagination plus qu'une étude scientifique. Au contraire, le travail de Campailla repose sur des bases solides. Borelli avait écrit une relation de l'éruption de 1669. Campailla reprend les explications de Borelli, les complète, les corrige, en s'aidant des découvertes de la chimie et des expériences nouvelles, comme celle du volcan artificiel de Lémery. Suivant les idées de Descartes, et aussi de Borelli, il attribue les phénomènes volcaniques à la fermentation des matières sulfureuses et nitreuses : « Le soufre, dit-il, est nécessaire à la combustion. Mais les molécules sulfureuses étant molles et peu élastiques ont besoin de s'unir à celles de l'air, pour chasser de leur tourbillon les atomes de matière étrangère et produire ainsi le feu (car le feu n'est autre chose qu'un tourbillon de matière subtile entraînant des atomes de soufre). C'est pourquoi la fermentation ou effervescence exige le contact du soufre et de l'air. » 
Le soufre contenu en quantité par les terrains volcaniques se liquéfie sous l’influence de la chaleur terrestre. Cette chaleur, Borelli l’explique par la fermentation des composés minéraux ; Campailla préfère croire avec Descartes, à un « feu subtil élémentaire », noyau de notre globe, et qui n’a pas besoin d’aliment. Cependant la combustion ne peut se produire tant que le soufre n'est pas en contact avec l'air. Or comment l'air pénètre-t-il dans les flancs de la montagne ? – Par des fissures existant dans la croûte terrestre, répondait Borelli ; et il concluait au peu de profondeur des cavernes intérieures où s'élaborent les produits volcaniques . Campailla rejette cette hypothèse. Pour lui, la terre est un corps immense dont les montagnes forment l'ossature. Dans les vides et jusqu'à d'innombrables profondeurs, elle recèle le soufre. Celui-ci une fois fondu, s'enflamme au contact de l'air contenu dans le nitre. (Ici des raisonnements basés sur des expériences de chimie). Tout se passe donc dans les entrailles de la terre et sans qu'il soit besoin du contact de l'air extérieur. 
Les Considerazioni sopra la fisica del signor Isacco Newton ont paru dans les Opusculi filosofici (Palermo, Gramignani 1738 ; réédition Milan, Giuseppe Cairoli 1750) et comprennent trois parties, dont deux dialogues entre Aristogene, partisan d'Aristote, Newtolemo, sectateur de Newton, et Verofilo, alter ego de Campailla, qui portent tout à la fois sur la physique et l'optique newtonienne, et se terminent par un éloge de la solution cartésienne, ce qui vaudra à Campailla un hommage appuyé de Fontenelle. Dans le premier, l'auteur examine les fondements du système de l'attraction et accumule des objections qu'il semble croire irréfutables ; bien qu'il ait protesté, dans sa préface, de son profond respect pour une philosophie qui n'a, dit-il, qu'un défaut, celui d'être obscure et de manquer de preuves. Il semble, au début, accorder beaucoup à la doctrine de Newton ; avoue que, sur bien des points, elle repose sur des données scientifiques et expérimentales. Ces concessions sont surtout apparentes : pour expliquer l'ensemble de l'Univers, l'hypothèse de Descartes est, de beaucoup, celle que préfère Campailla. Cependant les idées de Newton sont exposées avec sincérité et surtout avec une clarté remarquable.

## L'Adamo
Campailla est connu surtout par son poème philosophique l’Adamo, que Muratori appelle, dans une lettre au père Ceva, un beau cours de philosophie moderne (un bel corso di filosofia moderna) et dont I'auteur lui parait mériter le titre de Lucrèce chrétien et italien.
L’Adamo - dont la première partie était terminée en 1709 - occupa, on peut le dire, la vie entière de Campailla ; car pas un instant il ne cessa de perfectionner son œuvre, de la faire connaître, de répondre aux objections qui lui arrivaient de tous côtés. L’Adamo est un poème didactique et allégorique. L'imitation de Dante y est manifeste, et c'est sans doute l'origine de ce qu'il y a de meilleur dans l'œuvre de Campailla. Mais il est une source moins connue, à laquelle il a puisé, c'est le « Mondo creato » du Tasse. Le Tasse racontait, en poète bien plus qu'en philosophe ou en théologien, la création du monde. Campailla commence là où le Tasse s'est arrêté. Il rappelle rapidement les origines de l'Univers : il a hâte d'arriver à celles de l'homme. C'est aussi par l'homme que commençait Descartes : Campailla le suivra pas à pas ; et ce n'est pas son moindre mérite que d'avoir rendu en vers assez clairs et assez faciles les pensées abstraites des « Méditations ».
Le chant 1er a pour titre : Des principes des choses. Le début résume en huit vers (le poème est en octaves) le contenu de l'œuvre entiere et le but auquel elle tend :
« Canto della natura, e di natura,
Opra del gran fattor, l'opre e i portenti.
Spunta il Tutto dal Nulla : han la struttura
D'atomi il mondo e i vortici lucenti.
Prendon le stelle e il ciel moto e figura ;
Siede in centro la terra e gli elementi :
Forma i misti, orto i germi, i bruti han vita,
E l'uom, alma incorporea al corpo unita. »
Dieu crée l'étendue, immense, immobile. Tout est plein, car le vide ne peut être conçu. Les corps se composent d'atomes sphériques (atometti, globoletti). Ils forment le grand Tout, auquel Dieu communique le mouvement.
Après la formation de la Terre, les plantes sortent du sol ; puis les animaux, qui sont de pures machines ; sur ce dernier point, l'auteur s'expliquera encore plus nettement au chant XII. Enfin, comme un anneau entre l'esprit et la matière, l'homme apparait. Un peu de terre suffit à former son corps. Mais, ainsi dénué de raison, l'être humain semble rougir de sa bassesse. Dieu lui communique alors son propre souffle : c'est l'âme avec ses facultés.
L'homme, à peine créé, se pose la question essentielle que suis-je ? Cependant, livré à ses seules forces, il ne saurait atteindre d'emblée les plus hautes vérités. L'Ange Raphaël lui apparaît alors et s'offre à lui servir de guide. De ce point de départ se déroule une suite de conceptions fantaisistes où l'esprit poétique se joint d'une manière fort originale à la foi religieuse et à l'exaltation de Descartes.
Raphaël enseigne au premier homme la science de la nature, de l'âme, de Dieu. Les chants II et III renferment un cours de cosmographie et même d'astronomie : le chant IV (des Éléments et des Qualités des Corps) résume la chimie telle que la comprenait Campailla, c'est-à-dire ramenée à la mécanique. L'ange exécute sous ses yeux étonnés des expériences. L'explication vient ensuite, dans un langage purement didactique. L'ange donna une explication toute mécaniste des phénomènes chimiques.
Le chant V est une apothéose de Descartes. Les livres du philosophie français resplendissent au centre d'une bibliothèque féérique, où sont rangés par ordre les ouvrages de tous les grands penseurs de l'humanité. Dans cette apothéose, les précurseurs de Descartes, ses disciples surtout, ne sont pas oubliés : Porzio, Régis, Vallisneri, Malpighi, Castelli, Becher, Bonet, Cestoni, reçoivent chacun leur bonne part d'éloges ; une place d'honneur est réservée à Fardella.
Le chant VI est un traité de Physique. L'ange dévoile à Adam les secrets de la pesanteur, dont l'explication, assu-re-t-il, sera donnée par Empédocle. (Ici un éloge enthousiaste du sage Sicilien, dont la doctrine est ramené à celle de Descartes). Il lui fait ensuite parcourir la terre, la mer et les airs, contempler les phénomènes qui se rapportent à chacun des quatre éléments : effets de la foudre, origine des sources thermales, combustion, éruptions volcaniques (autant de questions sur lesquelles l'auteur reviendra dans ses écrits en prose). Il le mène sur l'océan et lui révèle l'usage de la boussole ; le fait descendre au centre de la terre, qui est, affirme-t-il, le lieu de torture des réprouvés ; l'initie à la vie des plantes, puis à celle des animaux, suivant les principes de l'automatisme le plus rigoureux.
Après avoir parlé des animaux, Campailla est naturellement amené à parler de la partie animale de l'homme, le corps avec ses sens. Plus loin, il sera parlé de l'âme en même temps que des purs esprits. Ainsi le poète n'hésite pas à couper en deux la nature humaine, qu'il considère comme formée de deux principes juxtaposés plutôt qu'unis, le corps étendu, l'âme spirituelle. Le chant XIII est un véritable cours d'anatomie humaine ; le suivant, un traité de physiologie ; le mécanisme de la génération et la réfutation de la génération spontanée occupent un chant tout entier, le XV, – tandis que le XVIe est consacré aux sens et à la physiologie de la sensation.
Le chant XIX est consacré à l'âme. L'auteur étudie l'Homme en tant qu'être pensant, les passions de l'âme, l'idée de Dieu. Après avoir énuméré les facultés de l'âme, Campailla expose le mécanisme de la sensation. Les impressions, dit-il, se réunissent au cerveau, où réside « l'œil spirituel ». Et, poursuivant cette psycho-physiologie toute cartésienne, il montre le rôle des corps striés, du corps calleux, décrit la formation des images. Il nous représente l'image (idea) comme peinte ou plutôt gravée dans les fibres du corps calleux, et compare les esprits animaux à la lumière. Le chant se termine par quelques notions rapides sur les rapports de l'âme et du corps.
Le dernier chant du poème, « Dio », est à la foi philosophique et théologique. L'existence de Dieu y est prouvée à la façon cartésienne, par l'idée que nous avons de l'être parfait. Le poème s'achève en une vision prophétique qui rappelle Dante et aussi Malebranche. Dans une strophe d'une allure biblique, le Verbe prédit lui-même à Adam son union avec la nature humaine.

## Sa pensée
Très influencé par la phiosophie cartésienne, Campailla fait quelques concessions à d'autres systèmes, notamment à ces de Gassendi, de Malebranche et de Fardella. Il n'est bien sûr pas fermé à l'empirisme, ce qui le conduit parfois à s'opposer à Descartes, notamment sur la question de la glande pinéale ou du vide. Il est particulièrement intéressant de remarquer que Campailla nous donne une interpretation de Descartes qui nous permet de le rapprocher de Spinoza, ainsi que le prouvent les vers suivants, où, dans le dernier chant de son poème, en parlant de Dieu, il dit de lui :
| Che pensa e vive ed è il pensar sua vita, Semplice ed uno, in sè contiene il tutto, Su del quale e infra il qual v'è il cieco nulla. | Il pense et il vit, et la pensée est sa vie ; Il est simple et unique, et il contient en soi le tout, Au delà duquel il n'y a que l'aveugle néant. |

## Œuvres
- L'Adamo, ovvero il mondo creato poema filosofico, parte I, Catane, 1709, in-8° ; Messine, 1728, in-fol. ; Rome, 1737, in-fol. ; Milan, 1750, in-8°, et 1757 2 vol. in-8° : c'est son principal ouvrage, dont la 3e édit. contient en outre les objections de don Antonio Grana, avec la réponse de Campailla ;
- Discorso in cui si risponde alle Opposizioni fattegli dal Sig.r Dottore G. Moncada sopra la sua sentenza della fermentazione, Palerme, 1709, in-8° ; Milan, 1750, in-8° ;
- Discorso del moto degli animali, parte I : de' movimenti interni, Palerme, 1710, in-12 ; Milan, 1750, in-8° ;
- Problemi naturali, Palerme, 1727, in-4° ; Milan, 1750, in-8° ;
- Opuscoli filosofici, che contengono due discorsi, uno dell'incendio del monte Etna, e l'altro come la mente umana è delusa a sentire, discorrere e giudicare parimente, e le Considerazioni sopra la Fisica del sig. I. Newton, Palerme, 1738, in-4° ; Milan, 1750, in-8° ;
- Apocalisse dell'apostolo san Giovanni, poema sacro in ottava rima, Rome (Palerme), 1738, in-8° (poème mystique mais incomplet, sur la Grâce).